# Nomarchía Dytikís Attikís
Nomarchía Dytikís Attikís är en regiondel, fram till 2010 prefekturen Nomarchía Dytikís Attikís, i Grekland.   Den ligger i regionen Attika, i den sydöstra delen av landet, 30 km väster om huvudstaden Aten.
Regiondelen är indelad i fem kommuner. Den tidigare perfkturen var indelad i 12 kommuner.

- Dimos Aspropyrgos
- Dimos Elefsina
- Dimos Fyli
- Dimos Mandra-Eidyllia
- Dimos Megara